# Astraeus Airlines
Astraeus Limited (также известная как Astraeus Airlines) — упразднённая британская авиакомпания, базировавшаяся в Кроули.  Основным хабом был Лондонский аэропорт Гатвик.

## История
Astraeus Airlines начала чартерные перевозки в 2002 году на самолётах Boeing 737. Некоторое время работала под названием Flystar. 
В 2004 году флот был расширен за счёт самолётов Boeing 757. 
К 2008 году флот увеличился до двух Boeing 737-300, двух Boeing 737-700 и пяти Boeing 757-200.

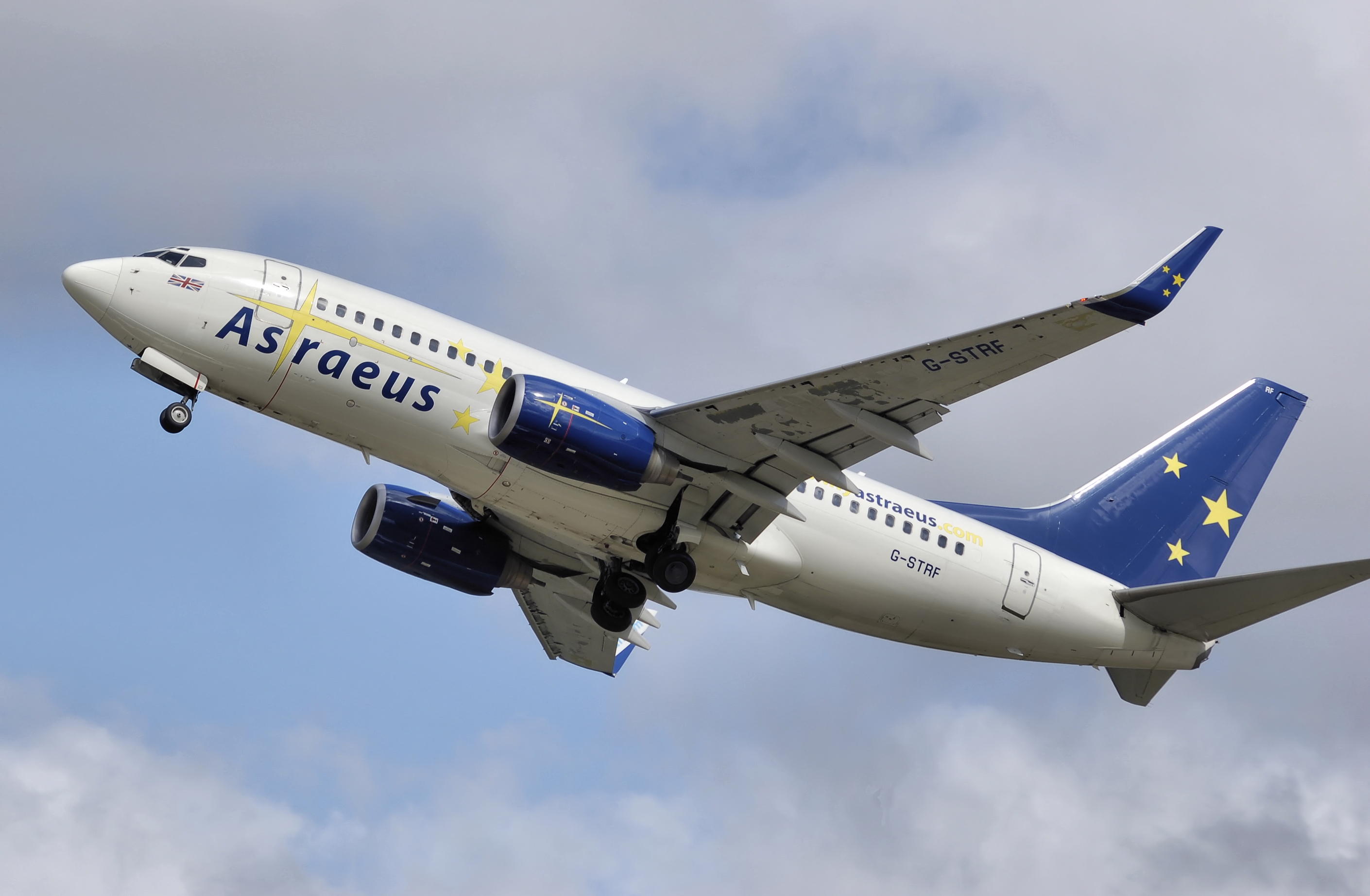
Astraeus Boeing 737-700 взлетает из аэропорта Бристоля (2008 г.)

В мае 2008 года авиакомпания прекратила полёты на постоянной основе и сосредоточилась на субаренде.
По состоянию на 2009 год Astraeus Airlines была единственной чартерной компанией, которая базировалась в аэропорту Гатвик.
Astraeus была 100% дочерней компанией Eignarhaldsfelagid Fengur hf, исландской туристической группы, которая также владела авиакомпанией Iceland Express.
Astraeus завершила свою деятельность 21 ноября 2011 года. 
Одним из пилотов авиакомпании был фронтмен группы Iron Maiden Брюс Дикинсон.

## Флот
В ноябре 2011 года флот Astraeus состоял из следующих самолётов со средним возрастом 17,4 лет:
- Boeing 757-200
- Airbus A320-200
- Boeing 737-500